# Nature morte aux fromages, amandes et bretzels
Nature morte aux fromages, amandes et bretzels (en néerlandais : Stilleven met kazen, amandelen en krakelingen), aussi connu sous le nom de Nature morte aux fromages, pain et récipients à boire (en néerlandais : Stilleven met kazen, brood en drinkgerei), est une peinture de l'artiste flamande Clara Peeters, réalisée vers 1615. Il s'agit d'une nature morte, peinte à l'huile sur un panneau de bois, mesurant 34,5 × 49,5 cm. Peeters a inscrit sa signature en peinture sur le manche du couteau en argent. Le tableau est exposé au Mauritshuis de La Haye.

## Description

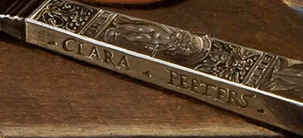
Signature de Clara Peeters sur le manche du couteau.

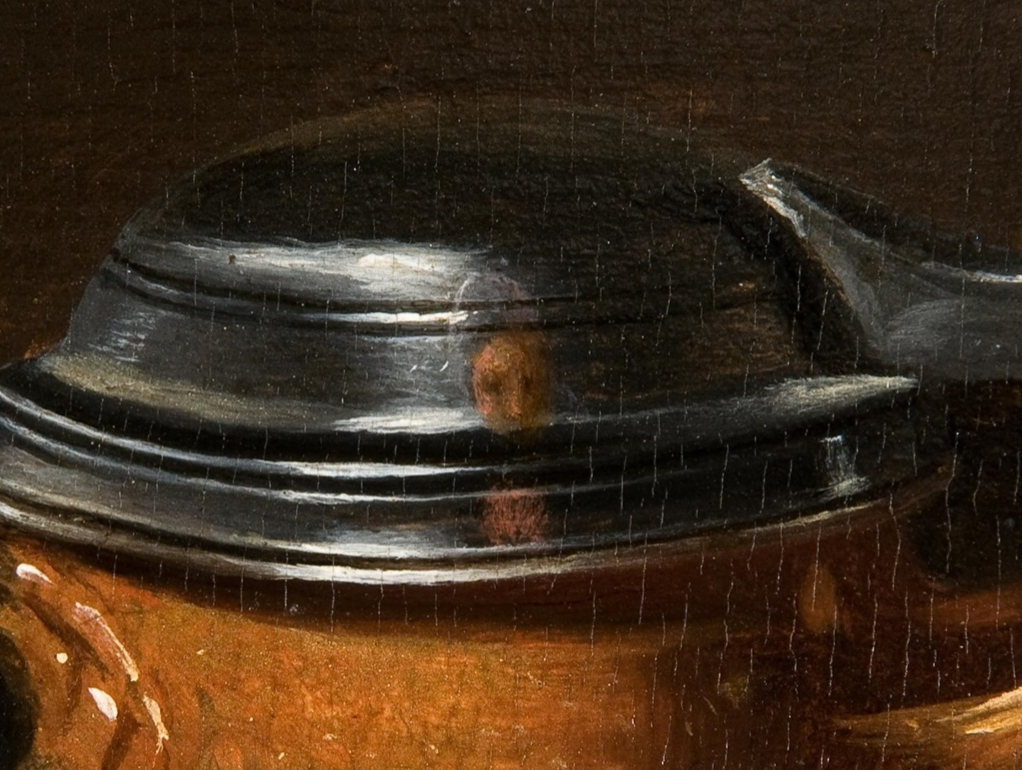
Détail montrant l'autoportrait de l'artiste, qui porte un chapeau blanc.

Clara Peeters est une spécialiste des natures mortes dans lesquelles sont représentés de beaux objets, des fruits délicieux et de la nourriture chère. Ce type de nature morte est appelé banketje (banquet). Le symbolisme de ces peintures n'est pas entièrement connu : elles pourraient être un encouragement à la tempérance, une référence à la Cène, ou tout simplement une démonstration d'opulence.
Dans ce tableau, en plus des objets nommés dans le titre, il y a aussi des volutes de beurre, des figues et un petit pain. En arrière-plan se trouve un verre vénitien plaqué or. Les amandes et les figues reposent dans un plat en porcelaine chinoise Wanli. Peeters a souvent utilisé les objets de ce tableau dans d'autres natures mortes.
Peeters a peint son propre portrait reflété dans le couvercle de la cruche barbman derrière le fromage. Elle suit ainsi l'exemple de Jan van Eyck, qui avait peint son autoportrait dans son tableau Les Époux Arnolfini de 1434, mais innove en peignant son portrait non pas dans un miroir, mais sur les surfaces brillantes des pièces d'orfèvrerie de ses natures mortes. Elle est aussi la première à multiplier les images reflétées de sa personne dans un seul tableau, jusqu'à sept sur un hanap de la Nature morte aux fleurs et aux coupes de 1612. Peeters a ainsi réalisé au moins huit tableaux avec autoportrait reflété, dont celui-ci.

## Provenance
L'histoire ancienne du tableau n'est pas connue. Il a été conservé dans une collection privée en France de 1920 jusqu'à sa vente aux enchères à l'hôtel Drouot de Paris en 1998. Il a été acheté par la Richard Green Gallery et vendu à un collectionneur privé américain en 2000. Le tableau a été acquis par le Mauritshuis de La Haye en juin 2012. L'acquisition a été rendue possible grâce au soutien de la Vereniging Rembrandt (en).

## Galerie

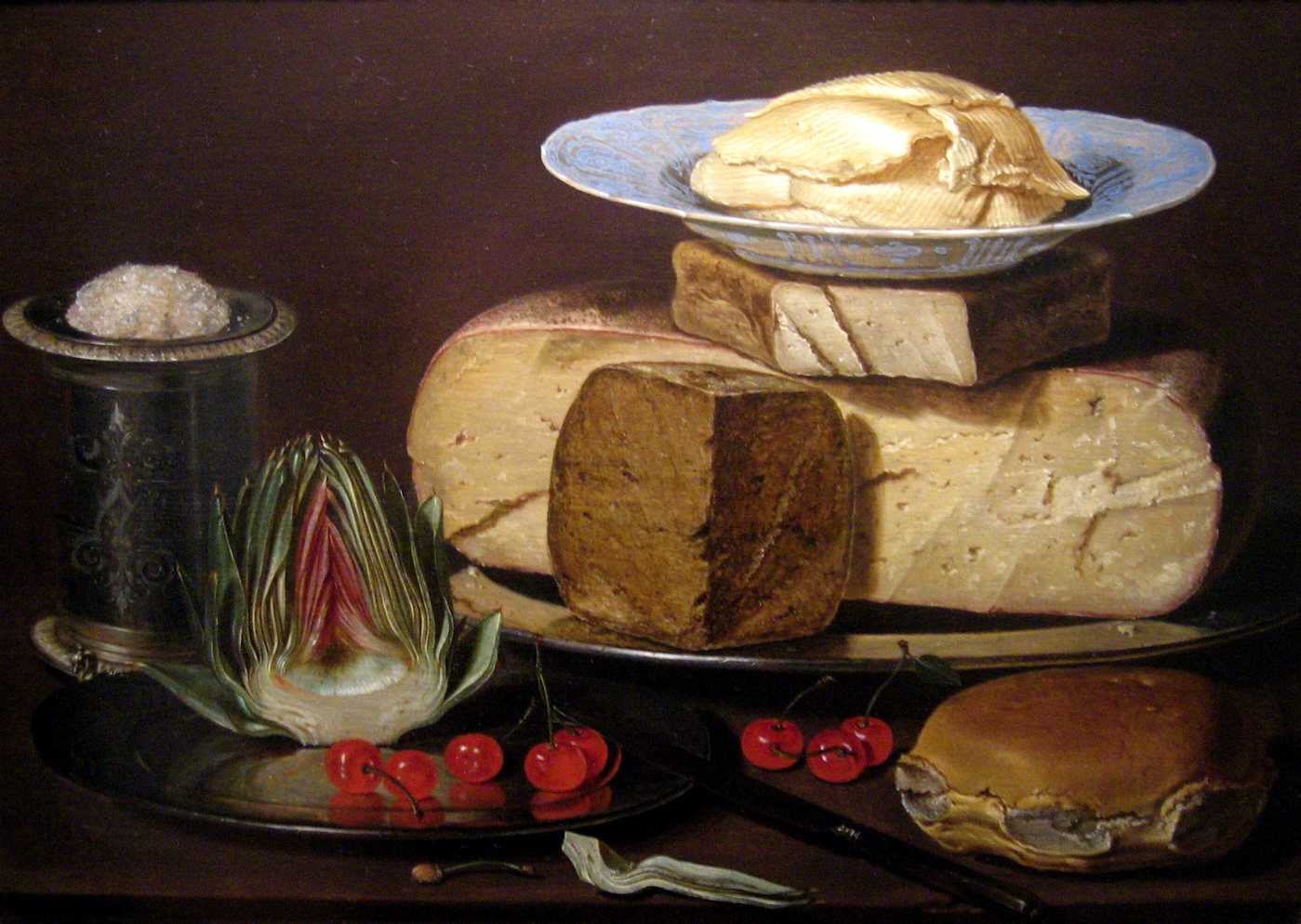
Nature morte avec le même plat en porcelaine, maintenant placé sous les volutes de beurre : Nature morte aux fromages, artichaut et cerises, vers 1625.
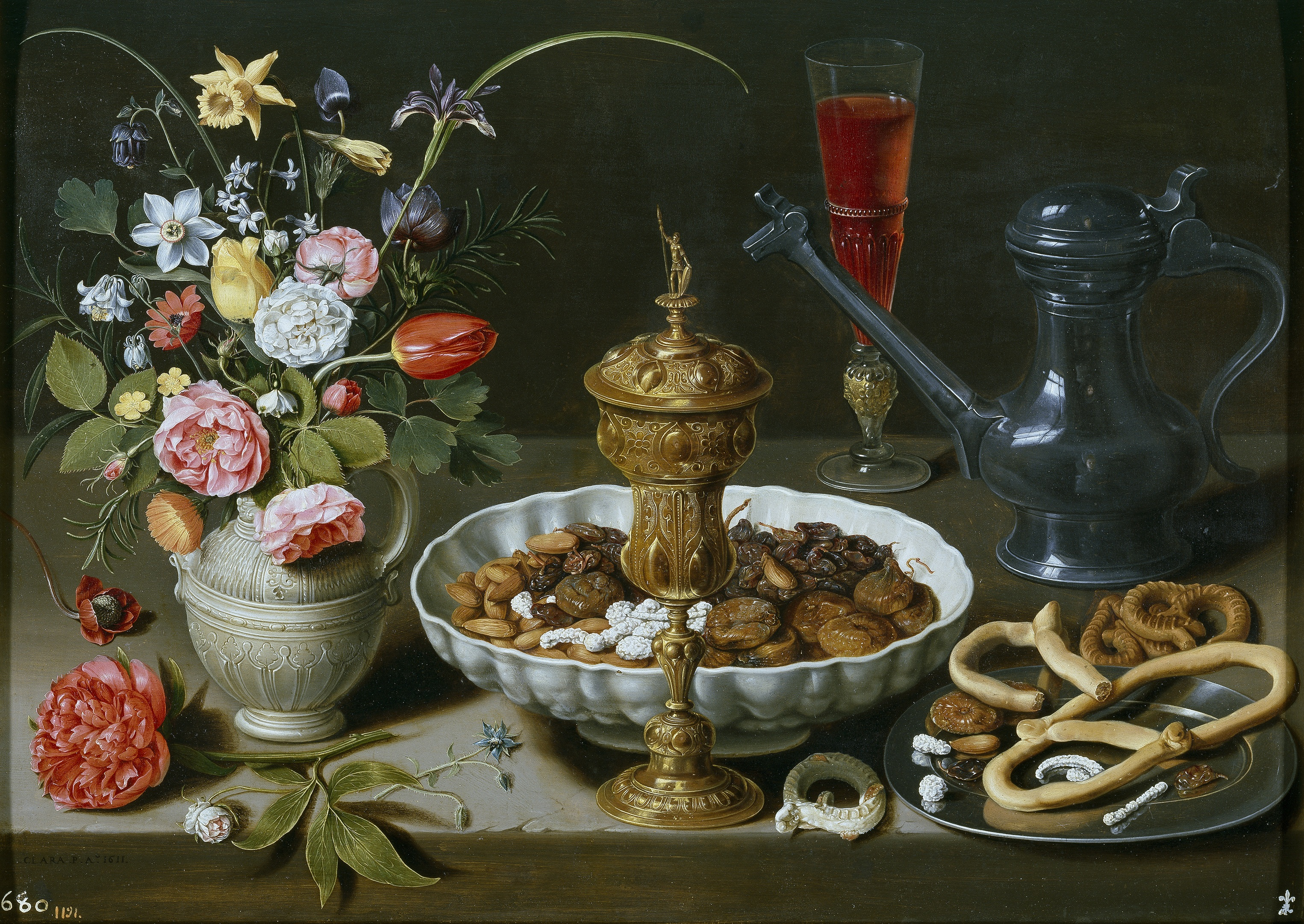
Nature morte avec verre vénitien similaire et figues. Quelqu'un a pris une bouchée d'un des bretzels.
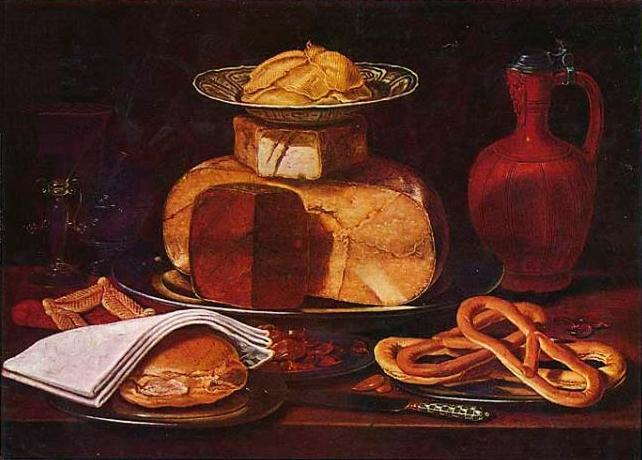
Nature morte avec une position similaire du plat, le beurre s'enroule sur le dessus du fromage
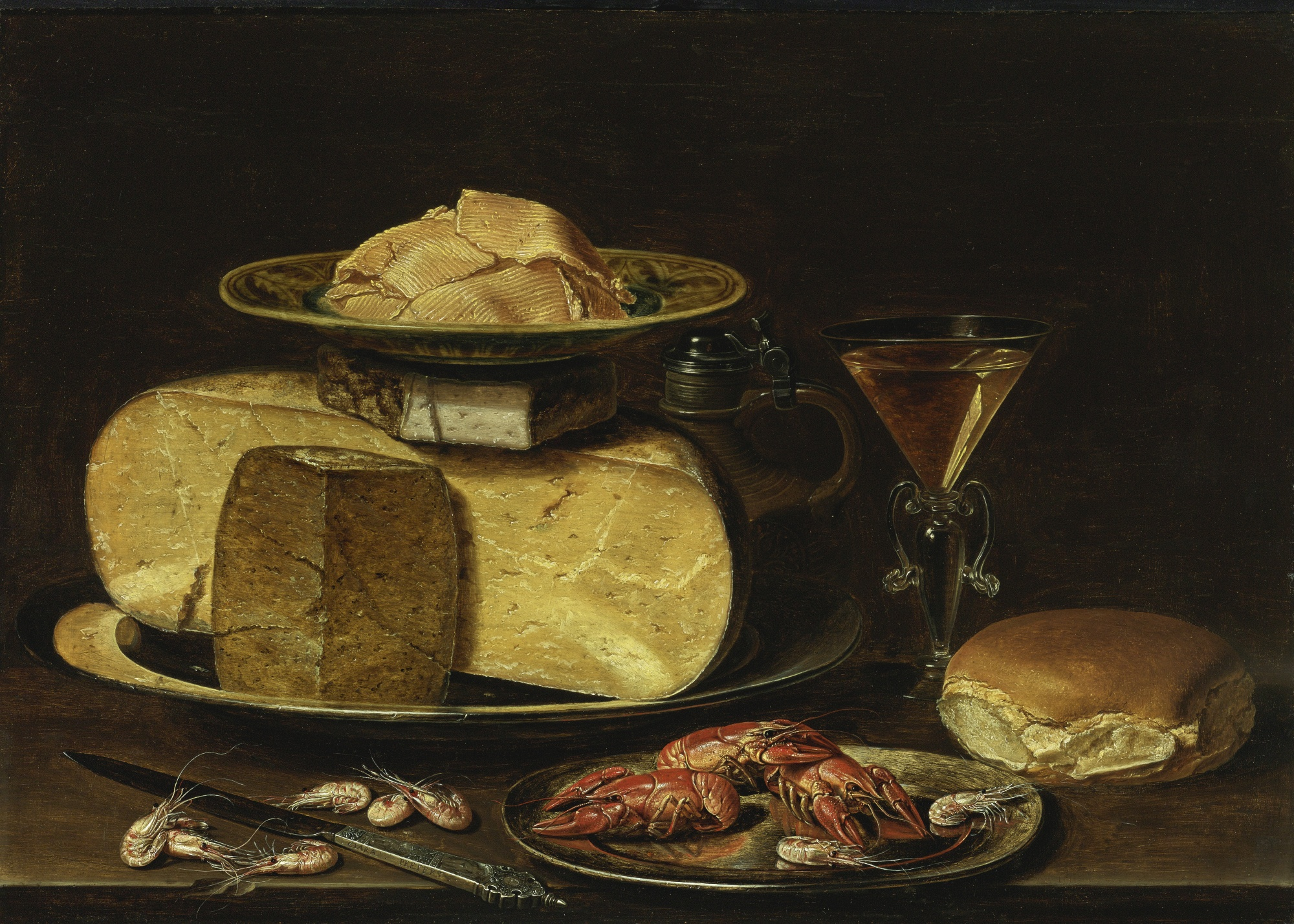
Composition similaire avec des fromages, du beurre, du pain, du vin et le couteau nommé, ainsi que des crevettes et des écrevisses